# Rivula biagi
Rivula biagi là một loài bướm đêm trong họ Erebidae.